# ランボダ
ランボダ（英語: Ramboda）は、スリランカ中部州ヌワラ・エリヤ県にある村。イギリス海軍の発展に寄与したジョン・アーバスノット・フィッシャーの生地である。
ペラデニヤとヌワラ・エリヤを結ぶA5ハイウェイ上にあるランボダ・トンネルが通っている。国内最長のこのトンネルは日本の政府開発援助により、2006年に工事が始まり、2008年2月に完成した。総工費20億スリランカ・ルピーは円借款によって賄われた。このトンネルは2011年から発行された新1,000ルピー紙幣のテーマとなっている。

## 主な出身者
- ジョン・アーバスノット・フィッシャー - 軍人。イギリス海軍元大将